# نام تو
نام تو (ژاپنی: 君の名は هپبورن: Kimi no Na wa,  انگلیسی: Your Name)، گاهی نوشته شده به صورت نام تو.، یک انیمهٔ رمانتیک فانتزی ژاپنی به نویسندگی و کارگردانی ماکوتو شینکای بوده و تولیدکننده و توزیع کنندهٔ آن به ترتیب کومیکس ویو فیلمز و توهو است که در سال ۲۰۱۶ منتشر شد. داستان درمورد دو دانش‌آموز دبیرستانی به نامهای تاکی تاچیبانا و میتسوها میامیزو می‌باشد که با وجود اینکه همدیگر را تا حالا ندیده‌اند، بدنهای آنها به‌طور ناگهانی با هم عوض می‌شود، که باعث ایجاد هرج و مرج برای زندگی این دو نفر می‌شود. این فیلم از فراوانی بلایای طبیعی در ژاپن الهام گرفته شده است.
نام تو برای نخستین بار در ۳ ژوئیهٔ ۲۰۱۶ و در طی همایش انیمه اکسپو در لس آنجلس به نمایش درآمد و سپس در ۲۶ اوت ۲۰۱۶ در ژاپن اکران شد. این فیلم همچنین توسط توزیع کننده‌های دیگر به صورت جهانی در سال ۲۰۱۷ منتشر گشت. از صداپیشگان آن، می‌توان به ریونوسوکه کامیکی، مونه کامیشیرایشی، ریو ناریتا و آئویی یوکی اشاره کرد. کارگردان پویانمایی ماساشی آندو و طراح شخصیت‌ها ماسایوشی تاناکا است. موسیقی‌های پس‌زمینهٔ فیلم نیز توسط رادویمپس ساخته شده است. یک لایت نوول به همین نام نیز به نویسندگی شینکای، یکماه قبل از اکران این فیلم منتشر شد.
نام تو با واکنش‌های بسیار مثبتی از سوی منتقدان همراه بود که داستان، پویانمایی، موسیقی، عناصر بصری و تأثیرات احساسی آن مورد تحسین قرار گرفت و همچنین، به موفقیت تجاری بزرگی رسید و با فروشی بیش از ۳۸۲ میلیون دلار عنوان سومین فیلم ژاپنی پرفروش تاریخ سینما را به خود اختصاص داد و با در نظر نگرفتن تورم، رکوردهای باکس آفیس را نیز شکست. این فیلم مورد ستایش قرار گرفت و در چندین جشنواره برد؛ از جمله جایزهٔ بهترین پویانمایی در انجمن منتقدان فیلم لس آنجلس ۲۰۱۶، چهل و نهمین جشنوارهٔ فیلم سیتخس و هفتاد و یکمین جایزهٔ فیلم ماینیچی. نام تو همچنین نامزد جایزهٔ بهترین پویانمایی سال آکادمی فیلم ژاپن شد. در حال حاضر، پارامونت پیکچرز و بد روبات در حال تولید یک بازساخت لایو اکشن از این فیلم می‌باشند.
این فیلم در وبگاه آی‌ام‌دی‌بی با نمره ۸٫۴ در بین ۱۰۰ فیلم برتر سینما قرار دارد و هم چنین توانست نمره ۹۸٪ را از وبگاه راتن تومیتوز کسب کند.

## داستان
میتسوها میامیزو، یک دانش‌آموز دبیرستانی در حومه روستای ایتوموری در کشور ژاپن بود که از زندگی در روستا خسته شده و آرزو داشت در زندگی بعدی خود تبدیل به پسری خوش‌سیما در توکیو شود. تاکی تاچیبانا نیز یک پسر نوجوان دبیرستانی اهل توکیو بود. زمانی که یک ستاره دنباله‌دار به زمین نزدیک شد، آرزوها و زندگی آن‌ها دستخوش تغییر گردید. در یکی از روزها میتسوها به عنوان تاکی، و تاکی در عوض میتسوها از خواب بیدار شد. تاکی و میتسوها متوجه می‌شوند که بدنشان با یکدیگر تعویض شده است. برای چندین روز بدن‌های آن‌ها گاه‌وبی‌گاه با یکدیگر عوض می‌شد تا اینکه بعد از ظهر یکی از روزها کاملاً تماس خود را از دست دادند. و در پایان فیلم این دو شخصیت با اینکه هم دیگر را نمی‌شناسند به هم دیگر می‌رسند.

## شخصیت‌ها
- تاکی تاچیبانا: تاکی یک پسر دبیرستانی اهل توکیو است که همراه با پدرش زندگی می‌کند، او در دبیرستان جینگو در حال تحصیل است و به صورت پاره وقت در یک رستوران ایتالیایی کار می‌کند. او همچنین در نقاشی و طراحی مهارت بالایی دارد. او پسری جدی است و اهل ولخرجی نیست همچنین مقداری خشن است. او همچنین حضور کوتاهی در انیمه فرزند آب‌وهوا داشته است.
- میتسوها میامیزو: دختری دبیرستانی، با احساس و بسیار آرام و مؤدب است که در شهری کوچک به نام ایتوموری زندگی می‌کند و پدر او شهردار همین شهر است. او از این شهر بیزار است و آرزو دارد که بتواند به توکیو برود. او همراه با مادربزرگ و خواهر کوچکترش زندگی می‌کند. او نیز حضور کوتاهی در انیمهٔ فرزند آب‌وهوا داشته است.
- یوتسوها میامیزو: خواهر کوچک‌تر میتسوها است که میتسوها را بسیار دوست دارد ولی کارهای او به نظرش بسیار عجیب می‌رسد.
- سایاکا ناتوری: یکی از همکلاسی‌های میتسوها و بهترین دوستش؛ که از سال ۲۰۱۳، سیزده ساله است. او شخصیتی آرام اما در عین حال عصبی دارد و به تسی علاقه‌ای عاشقانه دارد. او یکی از اعضای باشگاه پخش رادیویی است، بنابراین توسط تاکی و تسی وظیفهٔ پخش هشدار تخلیه اضطراری دروغین را برعهده داشت.
- کاتسوهیکو «تسی» تشیگاوارا: یکی دیگر از همکلاسی‌های میتسوها که به او علاقه‌ای عاشقانه دارد. او و سایاکا به همراه میتسوها سه دوست صمیمی هستند که به یکدیگر بسیار اهمیت می‌دهند.
- سوکاسا: دوست صمیمی تاکی است که بعد از عجیب شدن رفتار تاکی (به علت جابجایی‌هایی که بین تاکی و میتسوها رخ می‌داد ولی هیچ‌کس بجز خود این دو نفر (میتسوها و تاکی) از آن خبر نداشت) سعی می‌کند بیشتر مراقب تاکی باشد.
- میکی اوکودرا: همکار تاکی در رستوران ایتالیایی است و میتسوها هنگام عوض شدن جایش با تاکی با او دوست (ظاهر تاکی ولی باطن میتسوها) صمیمی شد و همین باعث شد که بعدها تاکی هم به دوست صمیمی او تبدیل شود.
- مادر بزرگ میتسوها: از میتسوها و خواهرش از وقتی کوچک‌تر بودند مراقبت کرده و بر حفظ رسوم وسنت‌های اجدادیشان تأکید دارد. او از دامادش (پدر میتسوها و خواهرش) به دلیل کارهای سیاسی و عدم توجه به رسوم، بیزار است.
- تاکاکی: دوست تاکی و سوکاسا است.

## اکران و فروش

کشورهایی که انیمه نام تو در سینماهای آن‌ها اکران شده است با رنگ سبز مشخص شده‌اند.

این انیمه به موفقیت تجاری بزرگی دست یافت و توانست با فروشی معادل ۳۸۲ میلیون دلار به سومین انیمهٔ سینمایی پرفروش تاریخ سینما و چهارمین فیلم پرفروش سینمای ژاپن تبدیل شود.